# لی جینه
لی جینه (انگلیسی: Li Jinhe؛ زادهٔ ۲۲ مهٔ ۱۹۶۴) وزنه‌بردار اهل چین بود.